# Моховской сельсовет (Алтайский край)
Моховско́й сельсове́т — муниципальное образование со статусом сельского поселения и административно-территориальное образование в Алейском районе Алтайского края России. 
Административный центр — село Моховское.

## Население
| 1997  | 1998  | 1999  | 2000  | 2001  | 2002  | 2003  | 2004  | 2005  |
| ----- | ----- | ----- | ----- | ----- | ----- | ----- | ----- | ----- |
| 1283  | ↘1258 | ↗1267 | ↘1253 | ↘1178 | ↗1217 | ↗1231 | ↘1188 | ↘1076 |
| 2006  | 2007  | 2008  | 2009  | 2010  | 2011  | 2012  | 2013  | 2014  |
| ↗1143 | ↘1103 | ↗1146 | ↗1158 | ↘983  | ↘976  | ↘946  | ↘941  | ↘899  |
| 2015  | 2016  | 2017  | 2018  | 2019  | 2020  | 2021  |       |       |
| ↘874  | ↘863  | ↗864  | ↗868  | ↘857  | ↘833  | ↘828  |       |       |

По результатам Всероссийской переписи населения 2010 года численность населения муниципального образования составила 983 человека, в том числе 474 мужчины и 509 женщин.

## Состав сельского поселения
| № | Населённый пункт | Тип населённого пункта       | Население |
| - | ---------------- | ---------------------------- | --------- |
| 1 | Моховское        | село, административный центр | ↘854      |
| 2 | Чернышевский     | посёлок                      | ↘87       |